# Петров, Антон Геннадьевич
Анто́н Генна́дьевич Петро́в (род. 5 июля 1981, Ленинград, РСФСР, СССР) — российский предприниматель, рублёвый миллиардер.
Учредитель и совладелец «585*Золотой» — крупнейшей ювелирной сети России. Входит в двадцатку наиболее влиятельных бизнесменов России по версии газеты «Трибуна».

## Образование
Окончил мадридский Международный университет Шиллера по направлению «международный бизнес».
Второе высшее образование получил в Северо-западной академии государственной службы города Санкт-Петербурга, которую окончил в 2004 году.

## Деятельность

### Ювелирный бизнес
В 2006 году становится соучредителем холдинга «585». На тот момент сеть работала только в Санкт-Петербурге и Москве, насчитывая около 50 магазинов. Именно Антон Петров предложил владельцам расширять сеть в регионах. По оценкам газеты «Коммерсант», он вложил в компанию до 6 млрд руб.
В 2010 году в результате разделения сети «585» Антон Петров и Алексей Феликсов получили в управление 139 ювелирных магазинов на юге России, в Центральном регионе и в Сибири. В течение следующих 4 лет они открыли ещё 379 новых торговых точек. По данным 2011 года, Петров Антон является основным собственником ювелирной компании.
В 2011 году начинает развивать федеральную сеть ювелирных магазинов под брендом «Золотой». По состоянию на 2 октября 2017 года сеть «585*Золотой» насчитывала 763 магазина по всей России. Кроме того, Петров Антон с совладельцами первым в России открыл ювелирный магазин в Грозном.
В декабре 2011 года под руководством Петрова был запущен ювелирный завод «Талант», а также одноимённая ювелирная сеть. В 2012 году стал главой совета директоров ЮС «585*Золотой». Он создаёт и внедряет новую бизнес-модель ювелирного магазина: «продажа+ломбард+микрозаймы». По данным на октябрь 2017 года микрофинансовая организация Fast Money, собственником которой является Петров Антон, насчитывала более 700 точек выдачи займов по всей России.
В 2014 году «585» разделила корпоративное и маркетинговое управление. В сентябре Антон Петров возглавил совет директоров ритейлера и стал отвечать за стратегические вопросы развития компании. В круг его полномочий вошли привлечение финансирования, работа с банками, конкуренция. Он планировал начать продажу франшиз. На 2020 год оборот холдинга составил 30 млрд рублей, при этом 50% сети работает по франчайзингу.
К 2021 году компания представлена 1000 торговых точек в 420 городах России и Казахстана, а суммарная аудитория 12 суббрендов в 9 соцсетях составила более 4,4 млн человек.

### Прочее
В 1997 году стал соучредителем ТК «Линия связи», занимающейся предоставлением телекоммуникационных услуг.
В 2003 году вошёл в состав учредителей группы компаний «Балтийский монолит», занимающейся разработкой проектов жилой и коммерческой недвижимости и их последующим строительством. На 2010 год доля Петрова в компании составляла 67 % (ещё 33 % принадлежали Аркадию Буравому).
В 2007 году стал соучредителем и главой совета директоров сети фитнес-клубов премиум-класса «Fit-Fashion».
В 2011 году организовывал строительство многофункционального комплекса (МФК) в Ленинградской области, с общим объёмом инвестиций в 1,4 млрд рублей.
В 2016 году Петровым совместно с Алексеем Феликсовым было вложено более 100 млн рублей в создание и развитие сети пекарен «Цех 85» с собственным производством без искусственных добавок. По данным на начало октября 2017 года, в Санкт-Петербурге работало 22 пекарни «Цех 85», на начало 2019 года — 42 пекарни. В 2020 году Петров и Феликсов начали продавать франшизу сети пекарен. В 2021 году «Цех 85» начал открывать точки в формате фудтраков.
В конце 2016 года совместно с Феликсовым приобрёл 50 % комплекса по выращиванию роз «Новая Голландия». Комплекс, расположенный в Ленинградской области на территории 28 га, включает 4 теплицы по 3 га для промышленного цветоводства, производительностью более 27 млн цветов в год, что составляет 6 % оборота свежесрезанных цветов России и 50 % рынка Санкт-Петербурга. В 2017 году АО «Новая Голландия» прорабатывала проект строительства тепличного комплекса по выращиванию хризантем. Обсуждаемая мощность нового комплекса составляла до 11 млн цветов в год. Стоимость проекта оценивалась в 560—750 млн рублей.

## Состояние
На сентябрь 2014 года состояние Петрова составляло 6 млрд рублей. По данным от сентября 2016 года, состояние увеличилось до 36 млрд рублей, а на сентябрь 2017 — до 42,6 млрд рублей. По данным за 2018 год состояние бизнесмена увеличилось до 45 млрд рублей.
По данным издания «Деловой Петербург» за 2019 год увеличил состояние до 47,5 млрд рублей. На 2020 год состояние оценивалось в 7,01 млрд рублей.
По данным на осень 2021 года, состояние предпринимателя оценивалось в 42,6 млрд рублей.

## Личная жизнь
Отец, Геннадий Петров, криминальный авторитет, один из лидеров Малышевской ОПГ, знакомый с Владимиром Путиным. Являлся совладельцем банка «Россия», в 1996 году переехал в Испанию, где привлек к себе внимание правоохранителей. В 2008 году был арестован в Испании как член «русской мафии», в 2010 году сумел выйти из тюрьмы под залог, после чего покинул Испанию и вернулся в Россию, в Европу больше не возвращался. 
Живёт и работает в Москве. Увлекается путешествиями и различными видами спорта, в том числе занятиями боксом и верховой ездой. Является членом наблюдательного совета РОО «Федерация бокса города Москвы».
Первая жена — Оксана Олешко, модель, танцовщица, солистка группы Hi-Fi. От этого брака две дочери — Елизавета и Вероника.
29 октября 2014 года у Петрова и певицы Марины Абросимовой, известной под псевдонимом МакSим, родилась дочь Мария. В сентябре 2015 года стало известно, что МакSим и Петров расстались.
С 2015 года состоит в браке с чемпионкой России по художественной гимнастике 2009 года, мастером спорта международного класса Елизаветой Брыксиной, дочерью депутата Александра Брыксина   . В браке родилось две дочери.

## Награды и рейтинги
- Премия «Лучший руководитель года» в рамках XXXVI Церемонии официального общественного признания «Элита национальной экономики» ФСРП (2014)[54][55]
- Почетная премия «За вклад в развитие ювелирной отрасли: за поддержание высоких стандартов розничной ювелирной торговли» от журнала «Навигатор торговли» (2015)[55]
- Медаль «В память 1000-летия преставления равноапостольного великого князя Владимира» (РПЦ), за благотворительность, пожертвования, внёсшие значительный вклад в строительство, воссоздание, сохранение храмов, часовен и прочих памятных мест, связанных с именем святого равноапостольного князя Владимира (2015)
- Медаль ордена Славы и чести первой степени (РПЦ)[1], за труды на благо Церкви и вклад в возрождение Спасо-Преображенского монастыря, в частности, в восстановление собора и игуменского корпуса (2016)
- С 2015 по 2021 года входил в «Рейтинг миллиардеров» издания «Деловой Петербург»[8].